# Sankt Bodils Kirke
Sankt Bodils Kirke er en romansk kirke 3 km vest for Nexø på Bornholm. Der er en meget spredt bebyggelse omkring kirken. Det er ikke pigenavnet Bodil der optræder her; kirken er oprindeligt viet til Sankt Budolf, visse steder stavet Bothulf.
Kirken og området staves Bodilsker, men udtales omtrentlig som Bolsker på bornholmsk. Endelsen -ker betyder kirke. I ældre tekster ses, ligesom ved mange andre bornholmske stednavne, yderligere endelsen -sen, som står for sogn. Bodils kirkes sogn bliver dermed Bodilskersen, og igen med udtalen Bolskersen.[kilde mangler]

## Billedgalleri
- Kirken set fra øst
- Prædikestol fra 1600
- Døbefont af kalksten fra Gotland [1]
- Tidligere altertavle udført i 1856 af Jørgen Roed [1]

## Runesten i våbenhuset[1]
- Bodilsker-sten #3[2]
- Bodilsker-sten #5[3]

## Eksterne kilder og henvisninger
- Wikimedia Commons har flere filer relateret til Sankt Bodils Kirke
- Sankt Bodil Kirke Arkiveret 14. september 2011 hos  Wayback Machine hos nordenskirker.dk
- Sankt Bodil Kirke hos KortTilKirken.dk
- Sankt Bodil Kirke hos danmarkskirker.natmus.dk (Danmarks Kirker, Nationalmuseet)